# 荷包藤
荷包藤（学名：Adlumia asiatica）为罂粟科荷包藤属下的一个种。